# Pseudolabrus gayi
Pseudolabrus gayi là một loài cá biển thuộc chi Pseudolabrus trong họ Cá bàng chài. Loài này được mô tả lần đầu tiên vào năm 1839.

## Từ nguyên
Từ định danh gayi được đặt theo tên của Claudio Gay, người đã thu thập các mẫu vật của loài.

## Phạm vi phân bố và môi trường sống
P. gayi có phạm vi phân bố ở Đông Nam Thái Bình Dương. Loài này hiện chỉ được biết đến tại quần đảo Juan Fernández và đảo San Felix (thuộc quần đảo Desventuradas), đều thuộc chủ quyền của Chile, nên có thể coi là một loài đặc hữu của nước này. Cũng như các loài Pseudolabrus khác, P. gayi sống gần các rạn đá ngầm ở những vùng nước nông.

## Mô tả
P. gayi có chiều dài cơ thể tối đa được ghi nhận là 10,3 cm. Cá đực thường có xu hướng lớn hơn cá cái. Cơ thể có màu nâu đỏ; vây ngực và vây bụng có màu vàng; các vây còn lại có màu nâu sẫm. Màu sắc các mẫu vật được bảo quản trong cồn: màu nâu nhạt, xám hơn ở đỉnh đầu và vùng thân trên đường bên; vây lưng và vây hậu môn màu xám, có viền trắng; vây đuôi màu xám; vây ngực và vây bụng vàng nhạt (gần như trắng); gốc vây ngực có đốm đen.

### Trích dẫn
- B. C. Russell (1988). "Revision of the labrid fish genus Pseudolabrus and allied genera" (PDF). Records of the Australian Museum. Quyển 9. tr. 1–72.